# Dálniční křižovatka Zbraslav
Dálniční křižovatka Zbraslav je mimoúrovňová křižovatka na jižním okraji Prahy při soutoku Vltavy a Berounky na rozhraní Zbraslavi a Lahovic. Kříží se zde Pražský okruh a Strakonická, resp. silnice I/4, která má před křižovatkou svůj počátek a za Prahou přechází v dálnici D4. Zároveň se zde napojuje silnice II/102.

## Poloha
Dálniční křižovatka se nachází v meziřící těsně před soutokem Vltavy a Berounky severně od Zbraslavi, jižně od Lahovic, východně od Radotína a západně od Komořan, poblíž se nachází přírodní památka Krňák. Dno křižovatky leží v nadmořské výšce kolem 193 m n. m. V  místech dnešní křižovatky proběhla roku 1429 během husitských válek bitva u Zbraslavi.

## Popis
Dálniční křižovatka Zbraslav je mimoúrovňová křižovatka Pražského okruhu (exit 10), který zde prochází po Radotínském mostě od Komořanského tunelu od východu od dálnice D1 na Brno k Lochkovskému tunelu k západu k dálnici D5 na Plzeň. Severojižním směrem vede po Strakonické ulici od Lahovického mostu silnice I/4, která za Prahou v Jílovišti (exit 9) přechází v dálnici D4 směr Strakonice / Písek. Strakonická ulice vede podél levého břehu Vltavy ve dvoupruhovém vedení až ke smíchovskému předmostí Vyšehradského železničního mostu. Zároveň do křižovatky jako páté rameno přes okružní křižovatku se zbraslavskou ulicí U Národní galerie zaúsťuje silnice II/102 (ulice K Přehradám), která vede po levém břehu Vltavy do Kamýka nad Vltavou a dále po pravém břehu do Milevska. Pod křižovatkou ještě vedou místní a technické komunikace, včetně cyklotrasy A102.
Křižovatka je provedena jako smíšený typ turbínové a čtyřlístkové (z jedné čtvrtiny) pětiramenné dálniční křižovatky s prvky prstencového typu, neboť je uprostřed dokola vedena okružní křižovatka. V křižovatce se nachází autobusová zastávka MHD se zálivem Lahovice.

## Historie výstavby
Křižovatka vznikla zprovozněním úseku Pražského okruhu od D1 do Slivence (úseky 512, 513, 514; kategorie D 27,5/100) dne 20. září 2010.
Roku 2021 proběhla oprava povrchů ramp, značení a mostních závěrů nákladem 89,7 mil. Kč bez DPH sdružením firem Strabag a Eurovia.
Silnice I/4 byla na tomto úseku u Zbraslavi zprovozněna 1. prosince 1966, a sice v kategorii S 24,5/100. Pro chybějící doprovodnou komunikaci, autobusovým zastávkám, ostrým sjezdům a nájezdům a přechodu pro chodce nemá tento úsek parametry dálnice.